# Holzkurier
Der Holzkurier ist ein unabhängiges, wöchentlich erscheinendes Fachjournal, das die Themenfelder der Wertschöpfungskette Holz abdeckt. Er richtet sich an Fachleute aus der Forst- und Holzwirtschaft, der Möbelproduktion, Papier- und Biomasseindustrie. Seit 2002 sind die Holzkurier-Artikel auch online abrufbar. 2019 wurde das Medienangebot um den Videokanal holzkurier.tv erweitert, der Reportagen, Interviews, Imagevideos, Produkt- und Eventberichterstattungen zeigt.

## Inhalte
Die Inhalte umfassen das Marktgeschehen der Branche, Umsatz- und Preisentwicklungen, Produktneuheiten, Verarbeitungstechnologien, Unternehmensporträts, Technikreportagen, Messeberichte und Personalien. Ein wesentlicher Bestandteil sind außerdem statistische Daten (Holzein- und -verkaufspreise, Produktionsmengen, Ein- und Ausfuhrmengen), die gesammelt oder selbst erhoben werden, und anschließend in Tabellen und Infografiken aufgearbeitet werden.
Der Holzkurier bietet umfassende und aktuelle Informationen zu allen relevanten Themen der Holzbranche. Er hilft Fachleuten, ihr Wissen zu erweitern und ihre Arbeit zu verbessern. Dazu gehören auch regelmäßige Leserumfragen. Er bietet einen Überblick über die neuesten Entwicklungen und Trends in der Branche. Der Holzkurier soll seinen Lesern helfen, bessere Geschäftsentscheidungen zu treffen. 

## Redaktion
Im Jahr 2024 beschäftigt die Fachgruppe Holz 12 Journalisten, die alle auch für den Holzkurier schreiben. Damit hat der Holzkurier vermutlich die größte Redaktion in Europa. Sie analysieren und beschreiben die aktuellen Entwicklungen und Trends in der Holzbranche wie:
- die zunehmende Bedeutung von Holz als nachhaltiger Baustoff
- der Trend zur Digitalisierung in der Holzindustrie
- die Entwicklung neuer Holzwerkstoffe
- den Trend zu noch mehr Vorfertigung (Serielles Bauen und Serielles Sanierung mit Holz)
- im Rahmen eines Blogs[6] publiziert das Redaktionsteam kostenlos zugängliche Themenübersichten wie „Die größten Pelletsproduzenten“, „Die größten Sägewerke“ oder auch „Die bedeutendsten Holzbauten der Welt“

Das Magazin erscheint im Österreichischen Agrarverlag mit Sitz in Wien wöchentlich mit unterschiedlichen Schwerpunktthemen. Die wöchentliche Bruttoreichweite gab der Verlag im Januar 2023 mit 16.000 im Printbereich, 35.000 Online-Aufrufen, 25.000 holzkurier.tv-Views sowie 7.600 Follower und 100.000 Impressions/Monat auf der Plattform LinkedIn an. Am 30. Dezember 2023 wurde die Marke von 10.000 Follower auf LinkedIn überschritten.

## Geschichte
Am 8. Oktober 1952 erschien die erste Ausgabe des Holz-Kurier unter Karl Graber im Österreichischen Agrarverlag. Die Zeitschrift sollte der Marktinformation dienen und wurde an alle Abonnenten von „Österreichs Forst- und Holzwirtschaft“ verteilt. Dieses 1946 gegründete und bis dahin 14-täglich erscheinende Magazin wurde als Monatszeitschrift weitergeführt. Grabner war seit 1950 ständiger Mitarbeiter im Forst- und Holzsektor des Verlags und erkannte, dass in der Holzwirtschaft des Nachkriegs-Österreichs eine große Nachfrage nach internationalen Markt- und Preisinformationen sowie Nachrichten über auslaufende Bewirtschaftungsmaßnahmen bestand. Es gelang ihm auch, des journalistischen Kontakt mit den Nachbarländern – vor allem in den damals hinter dem „Eisernen Vorhang“ liegenden Staaten – weiter zu pflegen bzw. neu aufzubauen.
Von 1954 bis 1994 betreute Kurt Gadenz das Blatt. Die Wirtschaft jener Zeit war vom Wunsch geprägt, bestehende Außenhandelsbeschränkungen rasch abzubauen. Papier- und Möbelindustrie fürchteten allerdings um ihren Rohstoff, sollten die Zollschranken hochgehen, erinnerte sich Gadenz. Die Kontakte nach Italien, etwa zum Holzhändler Roberto Tengg, wurden intensiviert. Unter der Leitung von Gadenz kam es 1987 zur Umgestaltung der Zeitschrift.
Eine weitere Änderung des Layouts fand 1998 unter dem nächsten Chefredakteur Rainer Eder statt. Er brachte den Holzkurier auch ins Internet: Nach ersten Kooperationen ab 1996, waren ab 2001 unter www.timber-online.net tagesaktuelle Holznachrichten und Marktinformationen in Deutsch, Englisch und Italienisch abrufbar. Seit 2019 produziert der Holzkurier auch vermehrt Videos. In den ersten fünf Jahren wurden 114 Videos online gestellt.
Gerd Ebner leitet die Redaktion seit 2002. Unter ihm wurde die Internationalisierung weiter vorangetrieben. Die Zahl der Redakteure wuchs beständig. 2008 und 2015 wurde das Layout abermals aktualisiert, 2017 der Online-Auftritt komplett überarbeitet: Aus timber-online.net wurde holzkurier.com. Seit 2014 gibt der Holzkurier gemeinsam mit den Schwestermagazinen HolzDesign und holzbau austria vierteljährlich Holz-Specials zu den Schwerpunktthemen Boden, Fenster, Platten und Brettsperrholz heraus. 2020 wurde die Printausgabe von HolzDesign ins Hauptmedium Holzkurier reintegriert, die Special-Reihe wurde um Ausgaben zu den Themen Werkstatt und Möbelbau erweitert. Seit 2024 alle Ausgaben seit 1946 digital als E-Paper abrufbar.
Ein Alleinstellungsmerkmal der Onlineplattform holzkurier.com ist die Datenvisualisierung Datacube. Dieses Onlinetool ermöglicht eine Visualisierung der gesammelten Daten, die teilweise bis in die 1950er-Jahre zurückreichen. Die Redaktion führt regelmäßig Konjunkturumfragen für die Spaten Sägewerke, Forstbetriebe und Holzbau-Unternehmen durch und ermittelt Daten, wenn es keine offiziellen Statistiken gibt. Sämtlichen relevanten Außenhandelsdaten werden ebenfalls auf Datacube publiziert. In Summe sind es über 100.000 Datensätze, die jährlich hinzukommen. Der Datacube ist Teil des Performance-Abonnements, des Digital-Abonnements und wurde als Shortlister als Fachmedium des Jahres 2024 in der Kategorie Beste Website/Beste App vom Verein Deutsche Fachpresse ausgezeichnet.

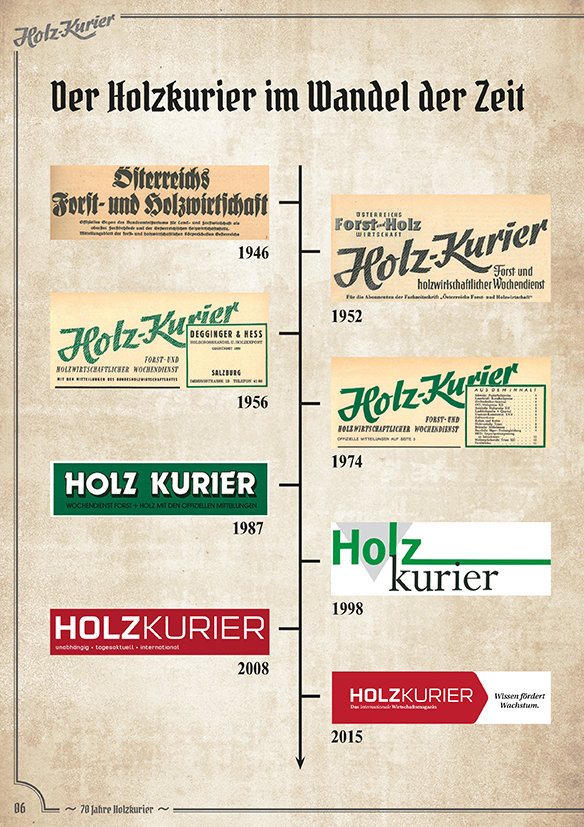
Schriftzüge
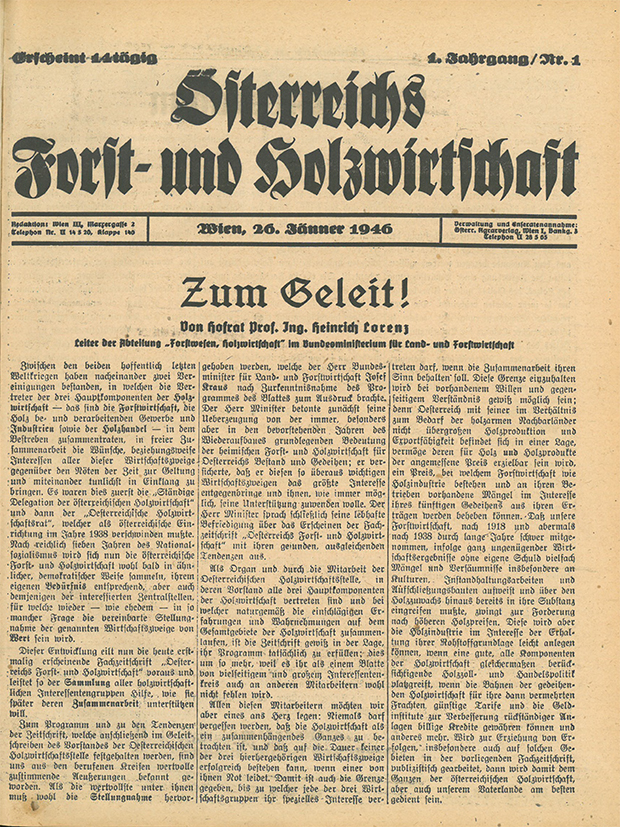
Cover 1946
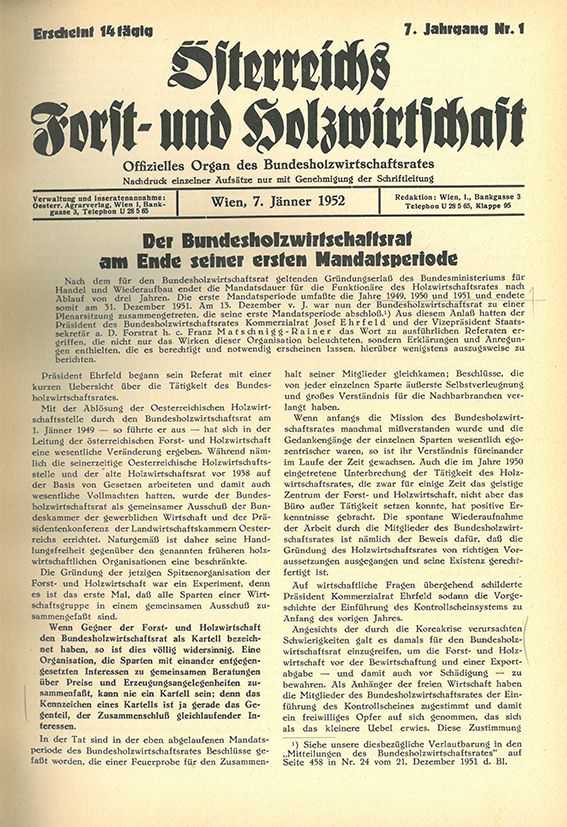
Cover 1952
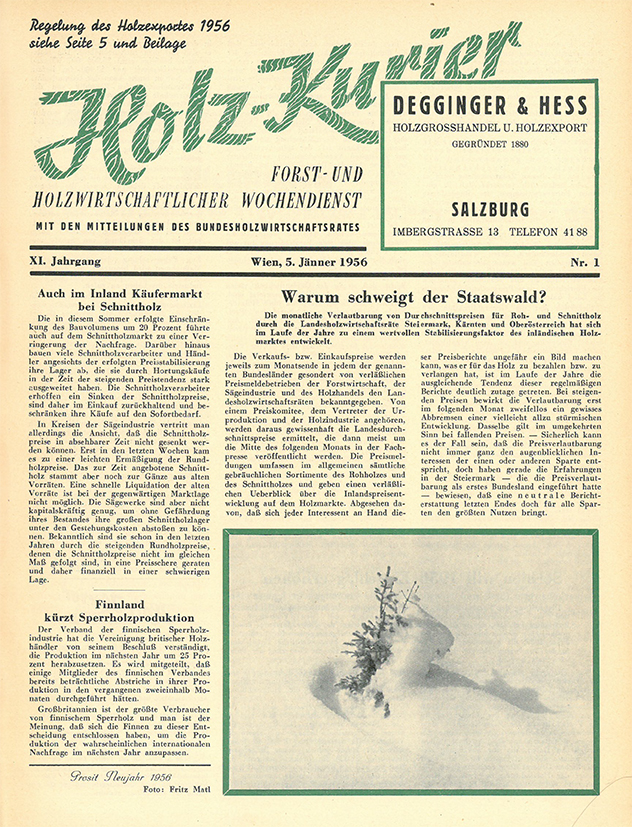
Cover 1956
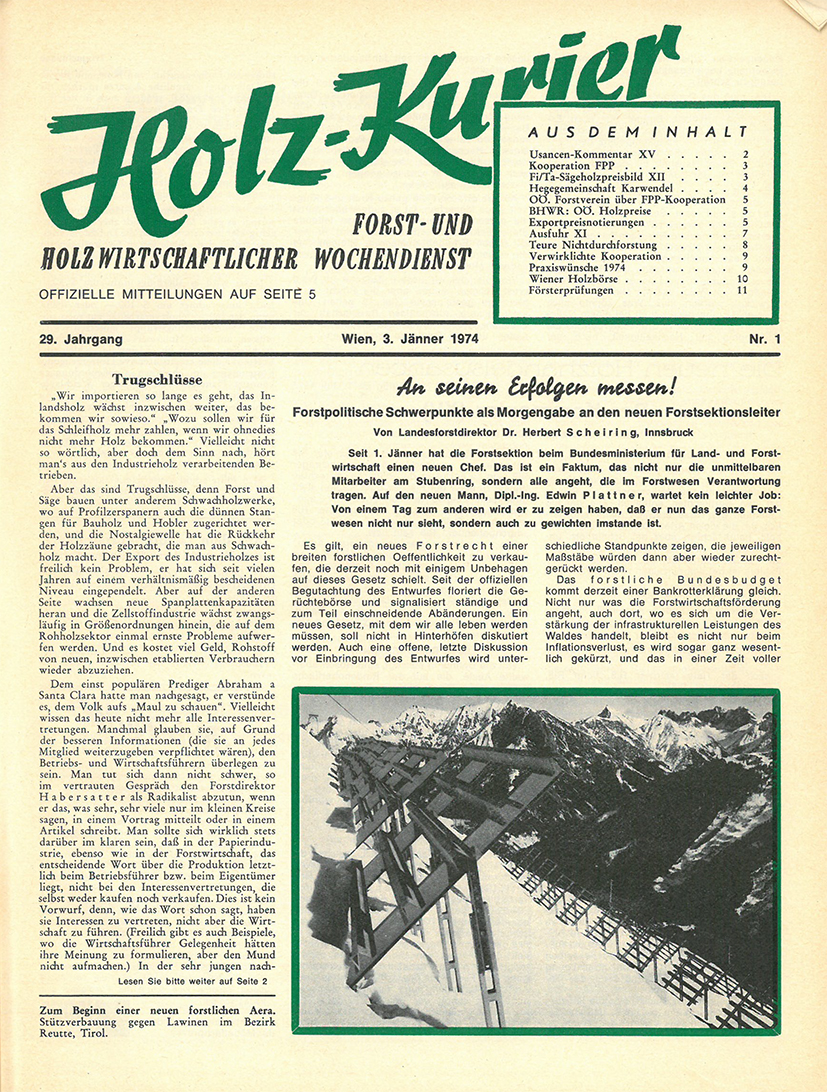
Cover 1974
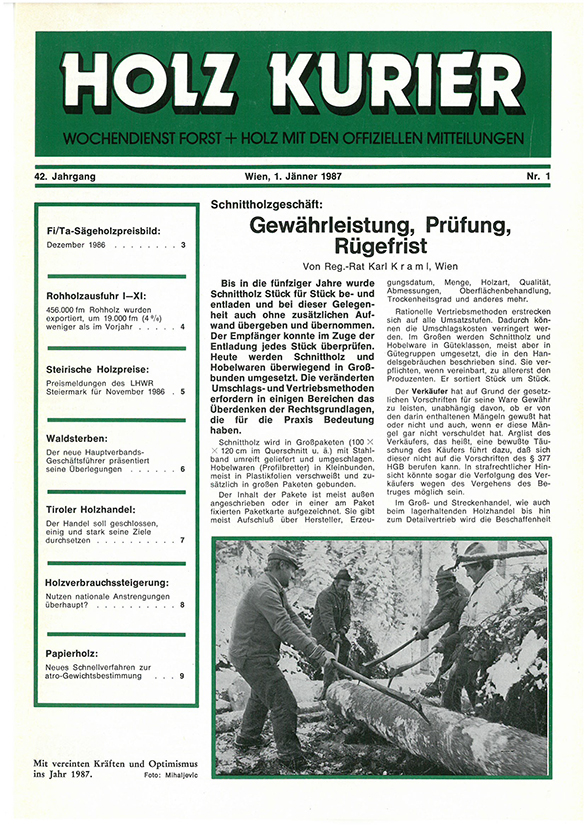
Cover 1987
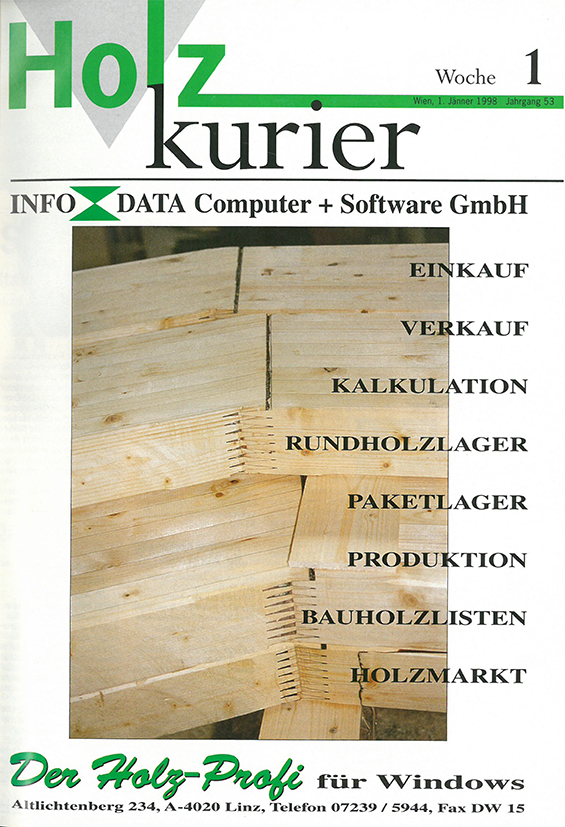
Cover 1998
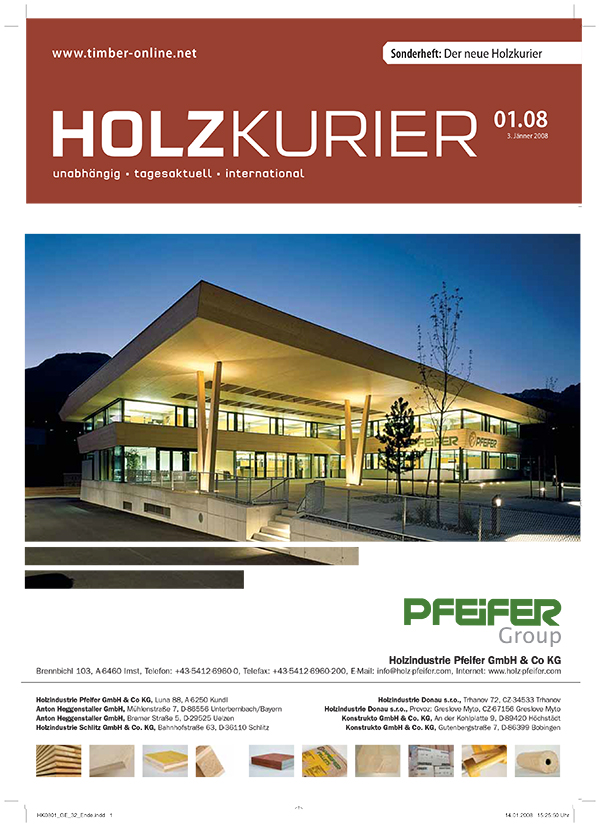
Cover 2008
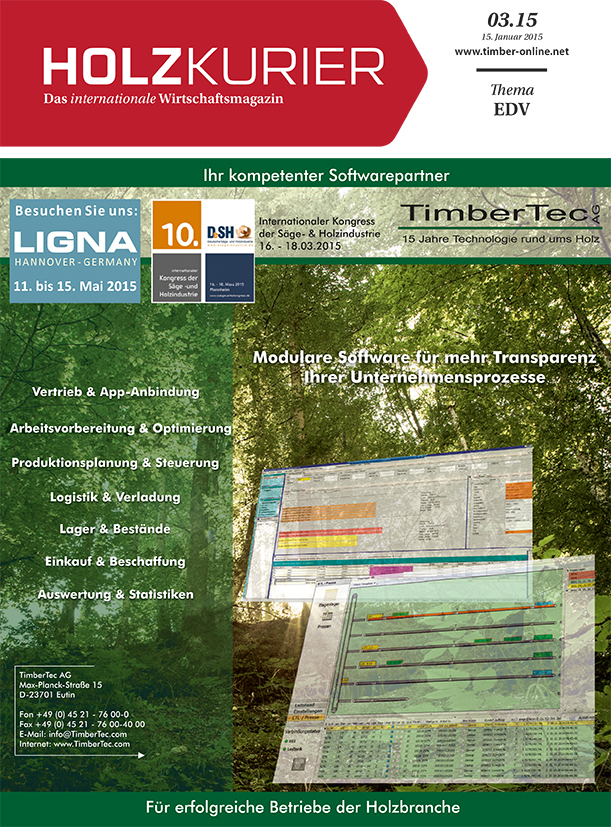
Cover 2015

## Chefredakteure
- 1946–1954: Karl Graber
- 1954–1994: Kurt Gadenz
- 1994–2002: Rainer Eder
- Seit 2002 verantwortet Gerd Ebner die Holzgruppe im Österreichischen Agrarverlag. Als Chefredakteur des Holzkurier und von holzkurier.com forciert er das Onlineangebot und die Internationalisierung des Mediums. 2021 wurde Ebner vom Österreichische Zeitschriften- und Fachmedienverband (ÖZV) in der Kategorie „Politik und Wirtschaft“ mit dem Österreichischen Zeitschriftenpreis 2021 ausgezeichnet.[14]

## Verbreitung
Das deutschsprachige Fachjournal wird hauptsächlich in Österreich, Deutschland, der Schweiz und in Norditalien gelesen. Es richtet sich primär an Führungskräfte der Holz verarbeitenden Industrie und der Sägeindustrie sowie an Holz- und Baustoffhandel, Holzbau, Zimmermeister, Möbelwirtschaft, Forstwirtschaft, alle Holzgewerbe, Zulieferindustrie, Holzmaschinen- und Biomassebranche.
Die wöchentliche Printauflage kann aufgrund der Mediadaten des Unternehmens zu ca. 4.000 angenommen werden.
Das Webangebot wird demnach ca. 3 Millionen Mal pro Jahr angesehen.
Die täglichen Holznachrichten der Plattform holzkurier.com auf Deutsch erscheinen in Englisch auf timber-online.net und bis Ende 2019 auch in Italienisch auf timber-online.it. Seit 2019 erscheint das BSP-Special in englischer Übersetzung als CLT-Special. Neben der Printversion und den Online-Nachrichten sind die Inhalte des Holzkurier (zurück bis 1993) über eine E-Paper-Version sowie über eine App zugänglich.

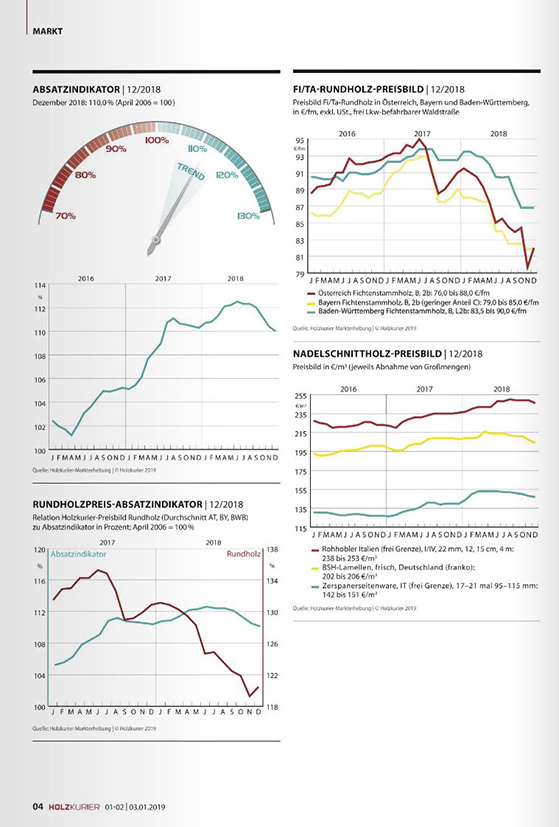
Infografiken zu Daten der Holzindustrie
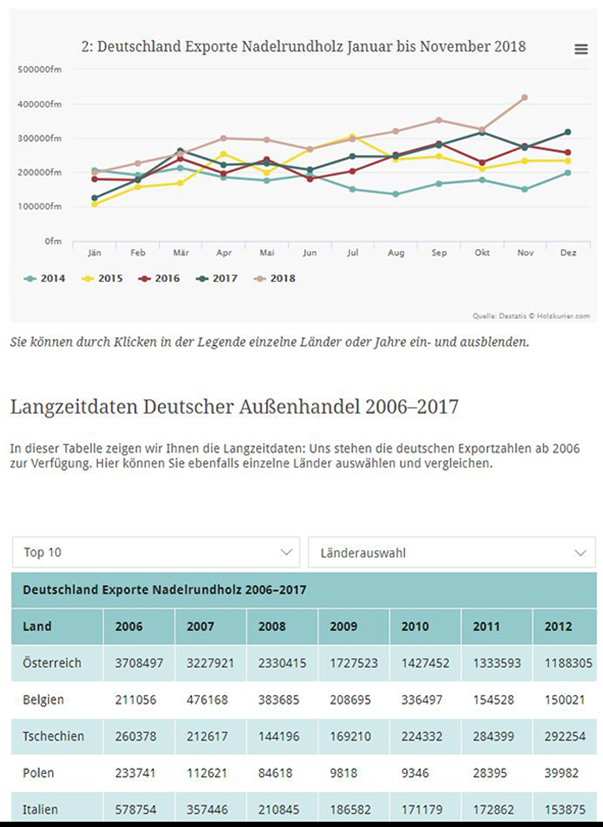
Beispiel holzkurier.com Datacube
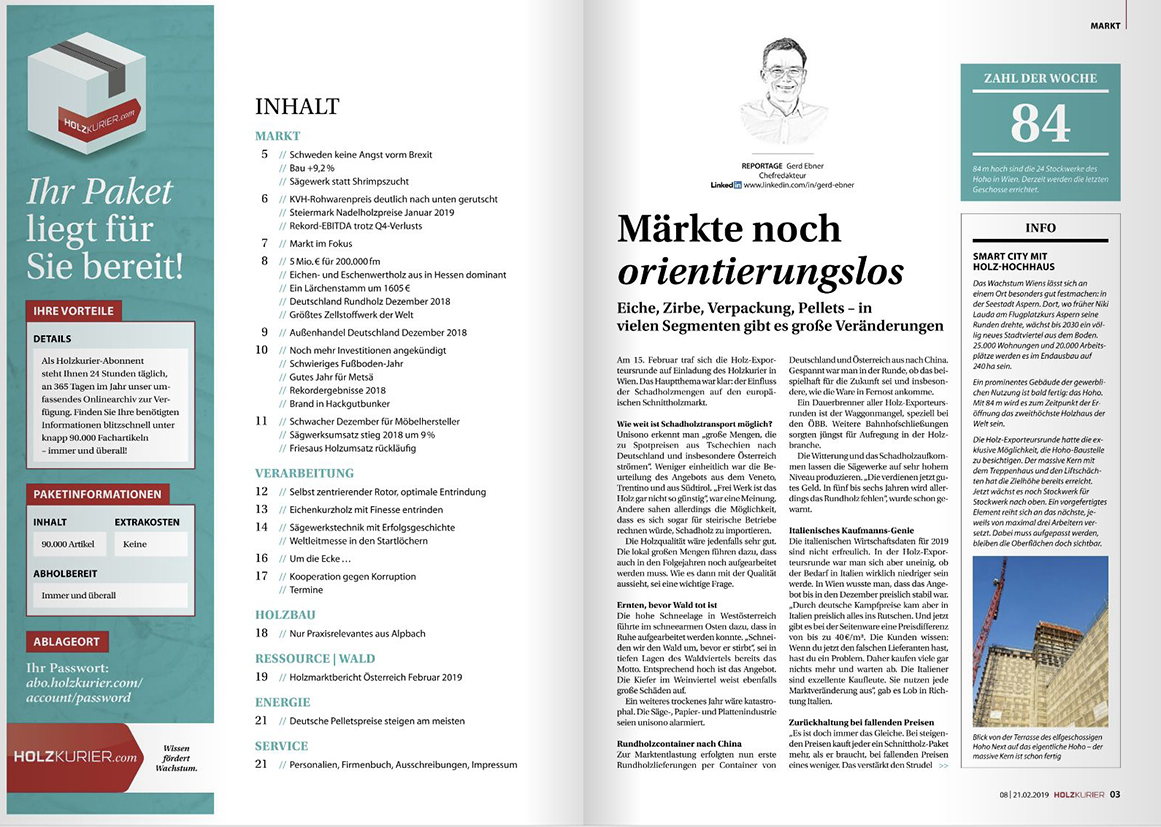
Marktanalysen der Holzwirtschaft
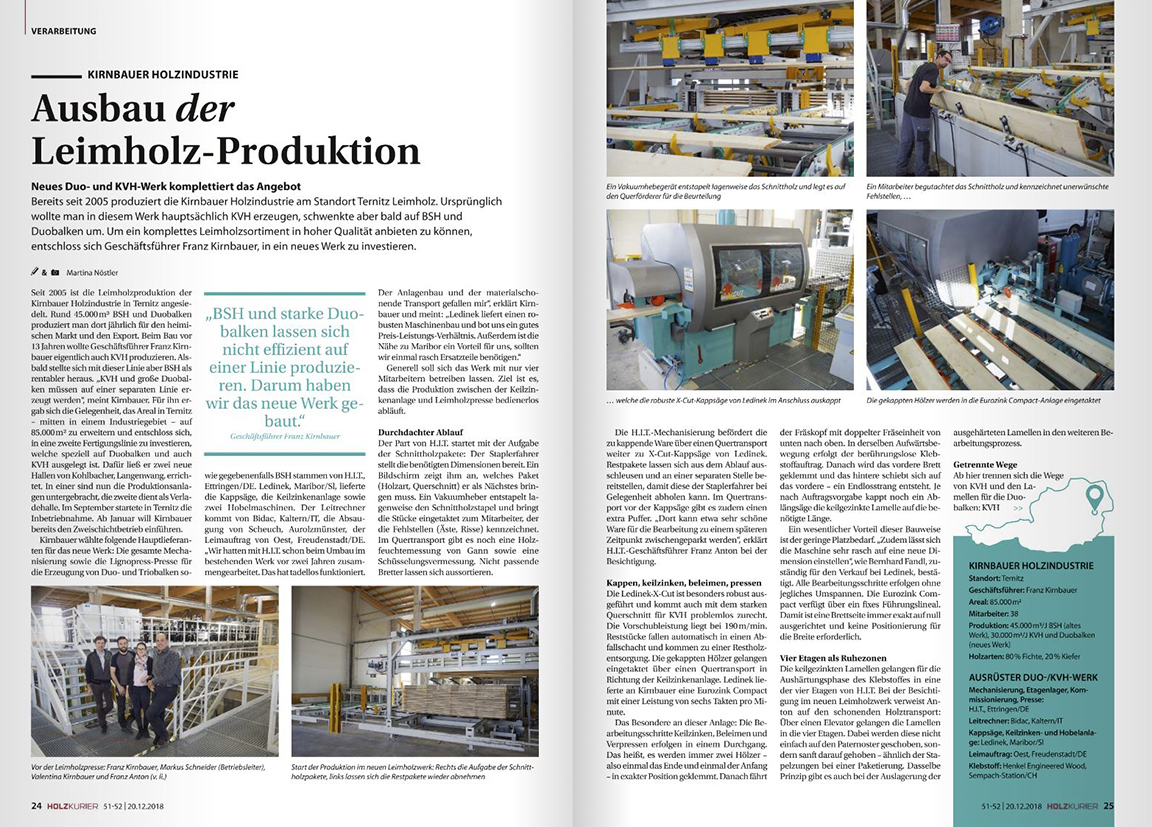
Holzkurier – Beispiel Reportage

## Auszeichnung Betrieb des Jahres
Jährlich vergibt die Holzkurier-Redaktion die Auszeichnung "Betrieb des Jahres" in 10 Kategorien.
Ausgezeichnet werden Betriebe des Forst-, Säge-, Holz-, Holzbau- und Holzhandelsgewerbes sowie die jeweiligen Ausstatter. Die Gewinner 2023 sind:
| Kategorie                | Betrieb                                     |
| ------------------------ | ------------------------------------------- |
| Forstbetrieb             | Forstbetrieb Hohenzollern, Sigmaringen/DE   |
| Forstbetrieb-Ausstatter  | Welte Fahrzeugbau, Umkirch/DE               |
| Sägeindustrie            | Gerhard Seidl, St. Martin i. Waldviertel/AT |
| Sägeindustrie-Ausstatter | Holz Mayrhofer, Passau/DE                   |
| Holzindustrie            | Schilliger, Küssnacht/CH                    |
| Holzindustrie-Ausstatter | Albert Knoblinger, Ried im Innkreis/AT      |
| Holzbau                  | Neue Holzbau AG, Lungern/CH                 |
| Holzbau-Ausstatter       | Bauer Holzbau, Satteldorf-Gröningen/DE      |
| Holzhandel               | Weyland, St. Florian am Inn/AT              |
| Holzhandels-Ausstatter   | Tilo, Lohnsburg/AT                          |